# 道下大樹
道下 大樹（みちした だいき、1975年12月24日 - ）は、日本の政治家。立憲民主党所属の衆議院議員（3期）。元北海道議会議員（3期）。

## 来歴

### 生い立ち
北海道上川郡新得町生まれ。
その後苫小牧市、八雲町、留萌市、旭川市に転居する。八雲町立八雲小学校に入学し、転居に伴い留萌市立沖見小学校を経て旭川市立北鎮小学校に転校し、同校を卒業。旭川市立啓北中学校、北海道旭川東高等学校、中央大学法学部法律学科卒業。小学校では野球部、中学校では卓球部、合唱部、生徒会副会長、高校では卓球部に所属し、大学時代は弁論部（辞達学会）に所属する傍ら生協学生委員長を務めていた。辞達学会の1期上の先輩に自由民主党衆議院議員の武井俊輔がいる。
1998年、北海道知事を退任し2年前の第41回衆議院議員総選挙で国政に復帰して間もない横路孝弘衆議院議員の事務所に入所し、札幌事務所で秘書を務める。2006年より横路の公設第一秘書。

### 北海道議会議員
2007年、北海道議会議員選挙に民主党公認で札幌市西区選挙区から立候補し、同区トップの得票数で初当選した。2011年、2015年の道議選で、いずれも西区選挙区トップの得票数で再選。
2016年5月28日、かつて秘書を務めていた横路孝弘が、次期衆議院議員総選挙に出馬せず、政界を引退する意向を表明。横路の引退を受け、民進党北海道連は次期総選挙において、北海道1区で道下の擁立を決定。

### 衆議院議員
2017年9月26日、第48回衆議院議員総選挙に出馬するため、北海道議会議員を辞職。9月28日、民進党は希望の党への合流を決定。9月29日、希望の党代表の小池百合子はリベラル派の議員について「排除されない、ということはございませんで、排除いたします」と明言した。
同年9月30日未明、共同通信が「枝野幸男が無所属で出馬する方向で検討に入った。考え方の近い前議員らとの新党結成も視野に入れている」と報道。
10月1日、道下は希望の党への不参加を表明。無所属か、リベラル派で検討される新党での出馬を検討すると述べた。
10月3日午前、枝野らによって立憲民主党が設立される。同日、同党から立候補する意向を表明した。選挙戦では日本国憲法第9条改正への反対や平和安全法制の廃止を訴え、野党共闘により日本共産党が候補を取り下げて道下の支持に回ったほか、道下を後継指名した横路や地元・札幌市の上田文雄前市長からも支援を受けた。10月22日、総選挙執行。自由民主党元職の船橋利実を北海道1区で破り、初当選した。
2020年9月15日に立憲民主党と国民民主党が合流して結党した新「立憲民主党」に参加した。
2021年10月31日の第49回衆議院議員総選挙北海道1区で、船橋、日本維新の会公認の小林悟を破り再選。船橋は比例復活がかなわず議席を失った。枝野幸男代表の辞任に伴う代表選挙（11月30日実施）では逢坂誠二の推薦人に名を連ねた。
2024年9月23日に実施された代表選挙では、当時現職の泉健太の推薦人に名を連ねた。
2024年10月27日の第50回衆議院議員総選挙では、北海道1区で日本共産党や日本維新の会の候補も含めた5人が立候補する混戦となったものの、2位の自民党新人候補に3万票近い大差をつけて圧勝した。

## 政策・主張
- 第9条を含む日本国憲法の改正に反対[20]。
- 憲法への緊急事態条項の創設に反対[20]。
- 参議院議員通常選挙で隣接する県を一つの選挙区にする「合区」をなくすための憲法改正に反対[20]。
- アベノミクスを評価しない[20]。
- 原子力発電について「当面は必要だが、将来的には廃止すべきだ」としている[20]。
- 日本の核武装について「将来にわたって検討すべきでない」としており、非核三原則の「持ち込ませず」の部分についても「議論する必要はない」としている[20]。
- 女性宮家の創設に賛成[20]。
- 国会議員の被選挙権年齢の引き下げに賛成[20]。
- 食料自給率を上げるために「戸別所得補償制度など大規模農家のみならず小規模農家も含めて、長期的・安定的な経営支援が非常に重要」としている[21]。
- 選択的夫婦別姓の導入について「両性の本質的な平等を実現するために必要」とし賛成[22]。
- 少子化対策として「若者の所得向上や雇用環境の改善」を最優先に取り組むべきとしている[23]。

## 主な議員立法
- 2022年3月1日、「子ども総合基本法案」を衆議院に提出（子どもの貧困対策や、子どもの権利保護等のため）[24]。
- 2022年3月30日、「インボイス制度廃止法案」を提出（中小事業者の負担軽減のため）[25]。
- 2022年11月8日、「重度障がい者就労就学支援法案」を筆頭提出者として提出（重度障がい者の社会参加促進のため）[26]。
- 2023年6月13日、「消費税還付法案」を提出（給付付き税額控除の導入による消費税の逆進性解消のため）[27]。
- 2024年4月9日、「訪問介護緊急支援法案」および「介護・障害福祉従事者処遇改善法案」を提出（介護・障害福祉従事者の賃金水準引き上げのため）[28]。
- 2024年4月25日、「外国人労働者安心就労法案」を提出（外国人労働者への公的就労支援による悪質ブローカーの介入防止等のため）[29]。
- 2024年6月7日、「手話言語法案」を提出（手話の習得支援や手話文化の保存・普及のため）[30]。
- 2024年6月12日、「不払養育費の立替・取立制度の導入に関する法律案」を提出（離婚後の養育費不払い問題への対応として）[31]。
- 2025年2月19日、「高額療養費自己負担引上げ凍結法案」を提出（自己負担増の抑止のため）[32]。
- 2025年4月8日、「ガソリン税暫定税率廃止法案」および「軽油引取税暫定税率廃止法案」を提出（物価高騰対策としてガソリン・軽油価格の引き下げのため）[33]。

## 人物
- 妻と3人の娘の5人家族[1]。
- 得意な料理はスモークサーモンの押し寿司[34]。
- 好きな食べ物は焼き魚とロールケーキ[34]。
- 好きなゲーム・漫画・アニメとして、沈黙の艦隊を挙げている[35]。
- 特技は「いつでもどこでも寝られること」[36]。
- 立憲民主党代表を務めた泉健太とは大学時代に弁論部のイベントで出会い、弁論部同士だったことや、同じ道産子だったことなどから意気投合。大学卒業後、民主党京都の幹事に就任した泉健太が当時大学4年生だった道下大樹を横路孝弘の事務所に紹介し、横路孝弘の秘書になるきっかけとなった[37]。

## 所属団体・議員連盟
- 日本民主教育政治連盟
- 北海道行政書士会（顧問）
- 北海道社会保険労務士政治連盟（顧問）
- 上手稲神社（顧問）
- 秋田犬保存会道央支部（顧問）
- 北海道日本料理庖秀会（顧問）
- ＮＰＯ法人「手と手」
- 北海道山女魚を守る会
- 札幌石川県人会
- 恵比寿ファン倶楽部
- 札幌ライオンズクラブ
- 人権外交を超党派で考える議員連盟 [38]

## 選挙
| 当落 | 選挙                     | 執行日         | 年齢 | 選挙区           | 政党       | 得票数     | 得票率 | 定数 | 得票順位 /候補者数 | 政党内比例順位 /政党当選者数 |
| ---- | ------------------------ | -------------- | ---- | ---------------- | ---------- | ---------- | ------ | ---- | ------------------ | ---------------------------- |
| 当   | 2007年北海道議会議員選挙 | 2007年4月8日   | 31   | 札幌市西区選挙区 | 民主党     | 4万556票   | 39.84% | 3    | 1/4                | /                            |
| 当   | 2011年北海道議会議員選挙 | 2011年4月10日  | 35   | 札幌市西区選挙区 | 民主党     | 2万9728票  | 30.26% | 3    | 1/5                | /                            |
| 当   | 2015年北海道議会議員選挙 | 2015年4月12日  | 39   | 札幌市西区選挙区 | 民主党     | 2万9521票  | 29.06% | 3    | 1/5                | /                            |
| 当   | 第48回衆議院議員総選挙   | 2017年10月22日 | 41   | 北海道第1区      | 立憲民主党 | 13万9110票 | 53.48% | 1    | 1/2                | /                            |
| 当   | 第49回衆議院議員総選挙   | 2021年10月31日 | 45   | 北海道第1区      | 立憲民主党 | 11万8286票 | 45.33% | 1    | 1/3                | /                            |
| 当   | 第50回衆議院議員総選挙   | 2024年10月27日 | 48   | 北海道第1区      | 立憲民主党 | 10万8394票 | 43.3%  | 1    | 1/5                | /                            |